# 向陽處的她
《向陽處的她》（日語：陽だまりの彼女）為日本作家越谷治創作的愛情小說，於2011年6月1日出版。本作品在日本被公認為「日本女生最希望男生閱讀的戀愛小說NO.1」。小說在日本出版後，熱銷50萬冊，隨後改編成同名電影。

## 電影版
改編電影2013年10月12日於日本上映，由松本潤主演。台灣上映時間為2013年12月6日。香港上映時間為2014年1月9日。
日本當地票房紀錄（至2014年1月）達17.9億日圓。

### 登場人物
- 奥田浩介：松本潤[2]（國中時代：北村匠海[3][4][5]） （香港配音：梁偉德）
- 渡來真緒：上野樹里[6][7]（國中時代：葵若菜[3][8][9]）（香港配音：張頌欣）
- 新藤春樹：玉山鐵二[10]（香港配音：雷霆）
- 田中進：大倉孝二[11]（香港配音：李錦綸）
- 峯岸百合：谷村美月（香港配音：成瑤孆）
- 奥田翔太：菅田將暉（香港配音：張裕東）
- 杉原部長：小籔千豐[12][13]（香港配音：蕭徽勇）
- 奥田祥江：西田尚美（香港配音：曾秀清）
- 梶原玲子：豐田真帆
- 渡來真由子：木内綠（香港配音：沈小蘭）
- 渡來幸三：鹽見三省 [14]（香港配音：朱子聰）
- 大下：夏木麻里
- 平岩先生：駿河太郎[15]（香港配音：劉奕希）
- 平岩太太：安藤玉惠[16]（香港配音：吳羨婷）
- 潮田：森桃子（國中時代：三浦透子）[17]
- 區公所職員：田中要次[18]
- 南藤澤國中教師（浩介與真緒的班導師）：野間口徹（香港配音：陳卓智）
- 醫師：古館寛治

### 製作群
- 導演：三木孝浩[19]
- 原作：越谷治《向陽處的她》（新潮文庫刊）
- 劇本：菅野友惠、向井康介
- 執行製作：豐島雅郎、上田太地
- 製作人：小川真司[20]、宇田充、遠藤學
- 攝影：板倉陽子
- 美術：花谷秀文
- 裝飾：井上靜香
- 音樂：mio-sotido
- 音樂製作：安井輝
- 音效：伊藤瑞樹
- 燈光：木村匡博
- 剪輯：伊藤潤一
- 造型：望月恵
- 服裝：井出珠美
- 化妝：橫瀨由美
- 角色設定：田端利江
- 製作統括：山本禮二
- 責任製作：齋藤悠二
- 助理導演：豬腰弘之
- 場記：古保美友紀
- 特效：鎌田康介
- 構成：大町綾子
- 配管：太田好治、岩崎真子
- 宣傳：櫻糀恵介
- 攝影協助：湘南藤澤電影協會
- 製作公司：ASMIK ACE
- 協助製作：東寶電影、Bridgehead 、Dragonfly
- 協助企劃：新潮社
- 發行：東寶、ASMIK ACE
- 製作：《向陽處的她》製作委員會（ASMIK ACE、東寶、J Storm、Amuse）

### 主題曲
- 山下達郎光と君へのレクイエム（日语：光と君へのレクイエム）（獻給光與你的安魂曲）[21]

### 片頭曲
- 海灘男孩Wouldn't It Be Nice（英语：Wouldn't It Be Nice）？（那不是太好了嗎？）（Universal Music Group）

| 上一届： 《誰調換了我的父親》 | 2013年日本週末票房冠軍 第41、42周 | 下一届： 《劇場版 魔法少女小圓［新篇］叛逆的物語》 |